# Boudoirfotografie

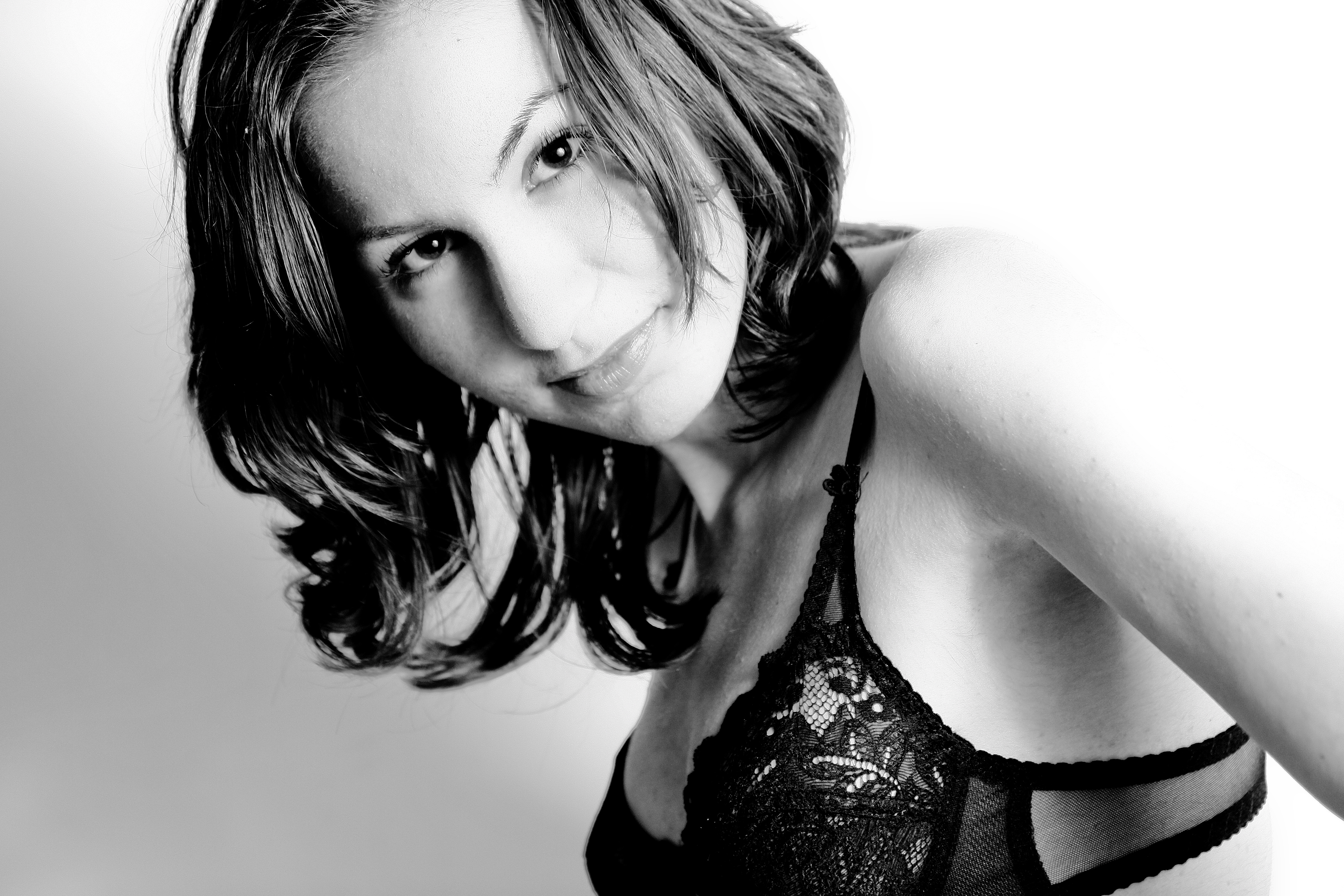
Boudoirfotografie

Boudoirfotografie is een genre fotografie die zich voornamelijk richt op personen in lingerie en bed- en badkleding.
Van oorsprong is een boudoir een aparte luxueuze ruimte in de woning van welgestelden. Ze diende voor het ochtendritueel van wassen en kleden van de vrouw des huizes. Het begrip heeft lange tijd een erotische lading gehad vanwege de nauwelijks geklede dame. Een zich wassende of aankledende vrouw was een populair onderwerp in de 19e-eeuwse schilderkunst. In de jaren 20 en 30 van de twintigste eeuw kwam dit ook in de fotografie tot uitdrukking. Later vond een typische boudoirshoot plaats in een luxe omgeving van bijvoorbeeld een hotel of studio.
Het genre groeide in de 21e eeuw met de opkomst van sociale media, in een periode dat er meer aandacht kwam voor het vrouwenlichaam door onder andere de MeToo-beweging en discussies over fatshaming. De nadruk bij de boudoirshoot ligt daardoor dikwijls op zelfacceptatie of het afsluiten van een moeilijke periode.